# Campionati mondiali di bob 2023
I Campionati mondiali di bob 2023 sono stati la sessantaseiesima edizione della rassegna iridata del bob, manifestazione organizzata negli anni non olimpici dalla Federazione Internazionale di Bob e Skeleton; si sono svolti dal 28 gennaio al 5 febbraio 2023 a Sankt Moritz, in Svizzera, sulla pista Olympia Bobrun St. Moritz-Celerina, il tracciato naturale sul quale si svolsero le competizioni del bob e delle skeleton ai Giochi di Sankt Moritz 1928 e di Sankt Moritz 1948 e le rassegne iridate maschili del 1931, del 1935, del 1937 (limitatamente al bob a quattro), del 1938 e del 1939 (solo bob a due), del 1947, del 1955, del 1957, del 1959, del 1965, del 1970, del 1974, del 1977, del 1982, del 1987, del 1990, del 1997, del 2001 per entrambe le specialità maschili e del 2007 e del 2013 per le specialità maschili e per il bob donne. La località elvetica ha quindi ospitato le competizioni iridate per la diciannovesima volta nel bob a due, per la ventesima nel bob a quattro uomini, per la terza nel bob a due donne e per la prima nel monobob.
Si disputarono gare in quattro differenti specialità: nel bob a due donne, nel bob a due uomini, nel bob a quattro uomini e nel monobob donne. Anche questa edizione dei mondiali, come ormai da prassi iniziata nella rassegna di Schönau am Königssee 2004, si svolse contestualmente a quella di skeleton.
La Germania dominò il medagliere, conquistando tutti i titoli mondiali in palio e un totale di 7 medaglie.

## Calendario
| Campionati mondiali di bob 2023 | Campionati mondiali di bob 2023 | Campionati mondiali di bob 2023 | Campionati mondiali di bob 2023 | Campionati mondiali di bob 2023 | Campionati mondiali di bob 2023 | Campionati mondiali di bob 2023 | Campionati mondiali di bob 2023 |
| Gennaio/Febbraio '23            | 28                              | 29                              | 3                               | 4                               | 5                               | Totale                          |                                 |
| ------------------------------- | ------------------------------- | ------------------------------- | ------------------------------- | ------------------------------- | ------------------------------- | ------------------------------- | ------------------------------- |
| Donne                           | Monobob (1ª e 2ª manche)        | Monobob (3ª e 4ª manche)        | Bob a due (1ª e 2ª manche)      | Bob a due (3ª e 4ª manche)      |                                 | 2                               |                                 |
| Uomini                          | Bob a due (1ª e 2ª manche)      | Bob a due (3ª e 4ª manche)      |                                 | Bob a quattro (1ª e 2ª manche)  | Bob a quattro (3ª e 4ª manche)  | 2                               |                                 |
| Totale                          |                                 | 2                               |                                 | 1                               | 1                               | 4                               |                                 |

## Risultati

### Monobob donne
La gara è stata disputata il 28 e il 29 gennaio 2023 nell'arco di quattro manche e hanno preso parte alla competizione 20 atlete in rappresentanza di 13 differenti nazioni.
Il titolo è andato alla tedesca Laura Nolte, bronzo ai mondiali di Altenberg 2021, davanti alla campionessa uscente, la statunitense Kaillie Humphries e alla connazionale Lisa Buckwitz.
| Pos. | Atleta            | Nazione     | 1ª manche | 2ª manche | 3ª manche | 4ª manche | Totale  | Distacco |
| ---- | ----------------- | ----------- | --------- | --------- | --------- | --------- | ------- | -------- |
|      | Laura Nolte       | Germania    | 1'11"25   | 1'10"96   | 1'11"42   | 1'11"22   | 4'44"85 | –        |
|      | Kaillie Humphries | Stati Uniti | 1'11"25   | 1'11"23   | 1'11"63   | 1'11"14   | 4'45"25 | +0"40    |
|      | Lisa Buckwitz     | Germania    | 1'11"66   | 1'11"04   | 1'11"59   | 1'11"18   | 4'45"57 | +0"72    |
| 4    | Breeana Walker    | Australia   | 1'11"59   | 1'11"24   | 1'11"70   | 1'11"24   | 4'45"77 | +0"92    |
| 5    | Kim Kalicki       | Germania    | 1'11"89   | 1'11"70   | 1'11"87   | 1'11"11   | 4'46"57 | +1"72    |
| 6    | Cynthia Appiah    | Canada      | 1'11"86   | 1'11"65   | 1'12"00   | 1'11"27   | 4'46"78 | +1"93    |
| 7    | Melanie Hasler    | Svizzera    | 1'11"75   | 1'11"81   | 1'11"95   | 1'11"50   | 4'47"01 | +2"16    |
| 8    | Maureen Zimmer    | Germania    | 1'11"80   | 1'11"91   | 1'12"10   | 1'11"36   | 4'47"17 | +2"32    |
| 9    | Bianca Ribi       | Canada      | 1'12"35   | 1'12"25   | 1'12"07   | 1'11"74   | 4'48"41 | +3"56    |
| 10   | Martina Fontanive | Svizzera    | 1'12"32   | 1'12"27   | 1'12"46   | 1'11"77   | 4'48"82 | +3"97    |

Nota: in grassetto il miglior tempo di manche.

### Bob a due donne
La gara è stata disputata il 3 e il 4 febbraio 2023 nell'arco di quattro manche e hanno preso parte alla competizione 19 compagini in rappresentanza di 10 differenti nazioni.
Campionesse uscenti erano le statunitensi Kaillie Humphries e Lolo Jones, con Humphries che si è piazzata al terzo posto, stavolta in coppia con Kaysha Love mentre Jones non era presente alla competizione. La vittoria è andata alla formazione tedesca composta da Kim Kalicki e Leonie Fiebig, con Kalicki che aggiunge il suo primo oro ai due argenti conquistati nel 2020 e nel 2021; in seconda posizione si piazzò infine l'altro binomio tedesco costituito da Lisa Buckwitz, già bronzo nel monobob, e Kira Lipperheide.
| Pos. | Atlete                          | Nazione     | 1ª manche | 2ª manche | 3ª manche | 4ª manche | Totale  | Distacco |
| ---- | ------------------------------- | ----------- | --------- | --------- | --------- | --------- | ------- | -------- |
|      | Kim Kalicki Leonie Fiebig       | Germania    | 1'08"16   | 1'07"96   | 1'08"41   | 1'08"33   | 4'32"86 | –        |
|      | Lisa Buckwitz Kira Lipperheide  | Germania    | 1'08"03   | 1'08"04   | 1'08"52   | 1'08"32   | 4'32"91 | +0"05    |
|      | Kaillie Humphries Kaysha Love   | Stati Uniti | 1'08"28   | 1'08"08   | 1'08"41   | 1'08"60   | 4'33"37 | +0"28    |
| 4    | Melanie Hasler Nadja Pasternack | Svizzera    | 1'08"83   | 1'07"90   | 1'08"79   | 1'08"77   | 4'34"29 | +1"19    |
| 5    | Margot Boch Carla Sénéchal      | Francia     | 1'08"87   | 1'08"41   | 1'09"11   | 1'09"39   | 4'35"78 | +2"92    |
| 6    | Maureen Zimmer Lauryn Siebert   | Germania    | 1'08"34   | 1'08"81   | 1'09"71   | 1'08"99   | 4'35"85 | +2"99    |
| 7    | Martina Fontanive Mara Morell   | Svizzera    | 1'08"95   | 1'08"73   | 1'09"38   | 1'09"11   | 4'36"17 | +3"31    |
| 8    | Cynthia Appiah Niamh Haughey    | Canada      | 1'09"11   | 1'08"78   | 1'09"35   | 1'09"23   | 4'36"47 | +3"61    |
| 9    | Ying Qing Wang Yu               | Cina        | 1'08"99   | 1'08"72   | 1'09"50   | 1'09"33   | 4'36"54 | +3"68    |
| 10   | Huai Mingming Wang Xuan         | Cina        | 1'09"14   | 1'08"55   | 1'09"66   | 1'09"23   | 4'36"58 | +3"72    |

Nota: in grassetto il miglior tempo di manche.

### Bob a due uomini
La gara è stata disputata il 28 e il 29 gennaio 2023 nell'arco di quattro manche e hanno preso parte alla competizione 20 compagini in rappresentanza di 11 differenti nazioni.
Campione uscente era l'equipaggio tedesco composto da Francesco Friedrich e Alexander Schüller, che stavolta si è piazzato al secondo posto. La vittoria è andata ai connazionali Johannes Lochner, già quattro volte medaglia d'argento nella specialità, e Georg Fleischhauer. Sul terzo gradino del podio è salito il binomio svizzero composto da Michael Vogt e Sandro Michel, alla loro prima medaglia mondiale.
| Pos. | Atlete                                 | Nazione       | 1ª manche | 2ª manche | 3ª manche | 4ª manche | Totale  | Distacco |
| ---- | -------------------------------------- | ------------- | --------- | --------- | --------- | --------- | ------- | -------- |
|      | Johannes Lochner Georg Fleischhauer    | Germania      | 1'05"69   | 1'05"22   | 1'05"26   | 1'05"67   | 4'21"84 | –        |
|      | Francesco Friedrich Alexander Schüller | Germania      | 1'05"78   | 1'05"45   | 1'05"63   | 1'05"47   | 4'22"33 | +0"49    |
|      | Michael Vogt Sandro Michel             | Svizzera      | 1'05"62   | 1'05"68   | 1'05"57   | 1'05"47   | 4'22"34 | +0"50    |
| 4    | Christoph Hafer Matthias Sommer        | Germania      | 1'05"88   | 1'05"57   | 1'05"66   | 1'05"59   | 4'22"70 | +0"86    |
| 5    | Brad Hall Taylor Lawrence              | Gran Bretagna | 1'05"82   | 1'05"57   | 1'05"62   | 1'05"76   | 4'22"77 | +0"93    |
| 6    | Emīls Cipulis Matīss Miknis            | Lettonia      | 1'06"22   | 1'05"65   | 1'05"61   | 1'05"46   | 4'22"94 | +1"10    |
| 7    | Romain Heinrich Dorian Hauterville     | Francia       | 1'06"01   | 1'05"92   | 1'05"87   | 1'05"94   | 4'23"74 | +1"90    |
| 8    | Timo Rohner Luca Rolli                 | Svizzera      | 1'06"28   | 1'05"87   | 1'06"18   | 1'05"80   | 4'24"13 | +2"29    |
| 9    | Markus Treichl Markus Sammer           | Austria       | 1'06"36   | 1'06"08   | 1'05"79   | 1'05"95   | 4'24"18 | +2"34    |
| 10   | Patrick Baumgartner Eric Fantazzini    | Italia        | 1'06"21   | 1'06"07   | 1'06"22   | 1'06"04   | 4'24"54 | +2"70    |

Nota: in grassetto il miglior tempo di manche.

### Bob a quattro uomini
La gara è stata disputata il 4 e il 5 febbraio 2023 nell'arco di quattro manche e hanno preso parte alla competizione 20 compagini in rappresentanza di 12 differenti nazioni.
Campione uscente era l'equipaggio tedesco composto da Francesco Friedrich, Thorsten Margis, Candy Bauer e Alexander Schüller, che riconfermò il titolo anche in questa occasione. Per Friedrich e Bauer si trattò del quinto titolo consecutivo vinto nella specialità a quattro, per Margis del quarto e per Schüller del terzo consecutivo. Al secondo posto si piazzarono a pari merito la compagine britannica formata da Brad Hall, Arran Gulliver, Taylor Lawrence e Greg Cackett, e quella lettone costituita da Emīls Cipulis, Dāvis Spriņģis, Matīss Miknis e Edgars Nemme, tutti alla prima medaglia iridata nel bob a quattro.
| Pos.                                                    | Atlete                                                             | Nazione       | 1ª manche | 2ª manche | 3ª manche | 4ª manche | Totale  | Distacco |
| ------------------------------------------------------- | ------------------------------------------------------------------ | ------------- | --------- | --------- | --------- | --------- | ------- | -------- |
|                                                         | Francesco Friedrich Thorsten Margis Candy Bauer Alexander Schüller | Germania      | 1'05"08   | 1'04"75   | 1'05"05   | 1'04"73   | 4'19"61 | –        |
|                                                         | Brad Hall Arran Gulliver Taylor Lawrence Greg Cackett              | Gran Bretagna | 1'05"09   | 1'04"94   | 1'04"93   | 1'05"34   | 4'20"30 | +0"69    |
| Emīls Cipulis Dāvis Spriņģis Matīss Miknis Edgars Nemme | Lettonia                                                           | 1'05"37       | 1'05"04   | 1'04"87   | 1'05"02   | 4'20"30   | +0"69   |          |
| 4                                                       | Johannes Lochner Erec Bruckert Kevin Korona Joshua Tasche          | Germania      | 1'05"31   | 1'05"36   | 1'05"35   | 1'05"02   | 4'21"04 | +1"43    |
| 5                                                       | Michael Vogt Silvio Weber Cyril Bieri Sandro Michel                | Svizzera      | 1'05"36   | 1'05"68   | 1'05"31   | 1'05"03   | 4'21"38 | +1"77    |
| 6                                                       | Christoph Hafer Michael Salzer Matthias Sommer Tobias Schneider    | Germania      | 1'05"61   | 1'05"35   | 1'05"23   | 1'05"28   | 4'21"47 | +1"86    |
| 7                                                       | Markus Treichl Sascha Stepan Markus Sammer Kristian Huber          | Austria       | 1'05"75   | 1'05"40   | 1'05"24   | 1'05"27   | 4'21"66 | +2"05    |
| 8                                                       | Nico Semmler Marvin Paul Oliver Peschk Rupert Schenk               | Germania      | 1'05"80   | 1'05"37   | 1'05"40   | 1'05"35   | 4'21"92 | +2"31    |
| 9                                                       | Cédric Follador Nicola Mariani Dominik Hufschmid Luca Rolli        | Svizzera      | 1'05"68   | 1'05"55   | 1'05"40   | 1'05"63   | 4'22"26 | +2"65    |
| 10                                                      | Patrick Baumgartner Eric Fantazzini Robert Mircea Lorenzo Bilotti  | Italia        | 1'05"47   | 1'05"70   | 1'05"57   | 1'05"68   | 4'22"42 | +2"81    |

Nota: in grassetto il miglior tempo di manche.

## Medagliere
| Pos.   | Nazione       | Oro | Argento | Bronzo | Totale |
| ------ | ------------- | --- | ------- | ------ | ------ |
| 1      | Germania      | 4   | 2       | 1      | 7      |
| 2      | Stati Uniti   | 0   | 1       | 1      | 2      |
| 3      | Gran Bretagna | 0   | 1       | 0      | 1      |
| 3      | Lettonia      | 0   | 1       | 0      | 1      |
| 5      | Svizzera      | 0   | 0       | 1      | 1      |
| Totale | Totale        | 4   | 5       | 3      | 12     |